# 高庆春 (1905年)
高庆春（1905年—1984年），男，黑龙江阿城人，中国兵工专家、兵器工程教育家，曾任太原机械学院副院长，第三届全国人大代表。